# Преддверна луковица
Преддверните луковици (на латински: bulbus vestibuli) са разположени от двете страни на влагалищното преддверие, в основата на големите срамни устни. Свързани са помежду си, чрез една междинна част (pars intermedia), разположена между външния отвор на пикочния канал и клитора.
Преддверните луковици представляват еректилни тела, обвити от еластична съединителнотъканна обвивка, които при полова възбуда се насищат с кръв и увеличават своя обем, без да се втвърдяват. Насъбралата се кръв в еректилната тъкан на луковиците се освобождава в кръвоносната система чрез спазми по време на оргазъм, но ако такъв не се случи, то ще са необходими няколко часа на кръвта да излезе от луковиците.